# Coll de Tormo
El Coll de Tormo és una muntanya de 213 metres al municipi de L'Ametlla de Mar, a la comarca catalana del Baix Ebre.